# 八木駅
八木駅（やぎえき）は、京都府南丹市八木町八木上野にある、西日本旅客鉄道（JR西日本）山陰本線の駅である。駅番号はJR-E14。「嵯峨野線」の愛称区間に含まれている。
旧八木町の中心部にある。電化前は通勤利用客向けに一部の急行が停車していたが、同列車の電化に伴う特急昇格後に特急停車駅から外され、普通・快速（快速は亀岡駅 - 園部駅間各駅停車）のみの停車駅となった。

## 歴史

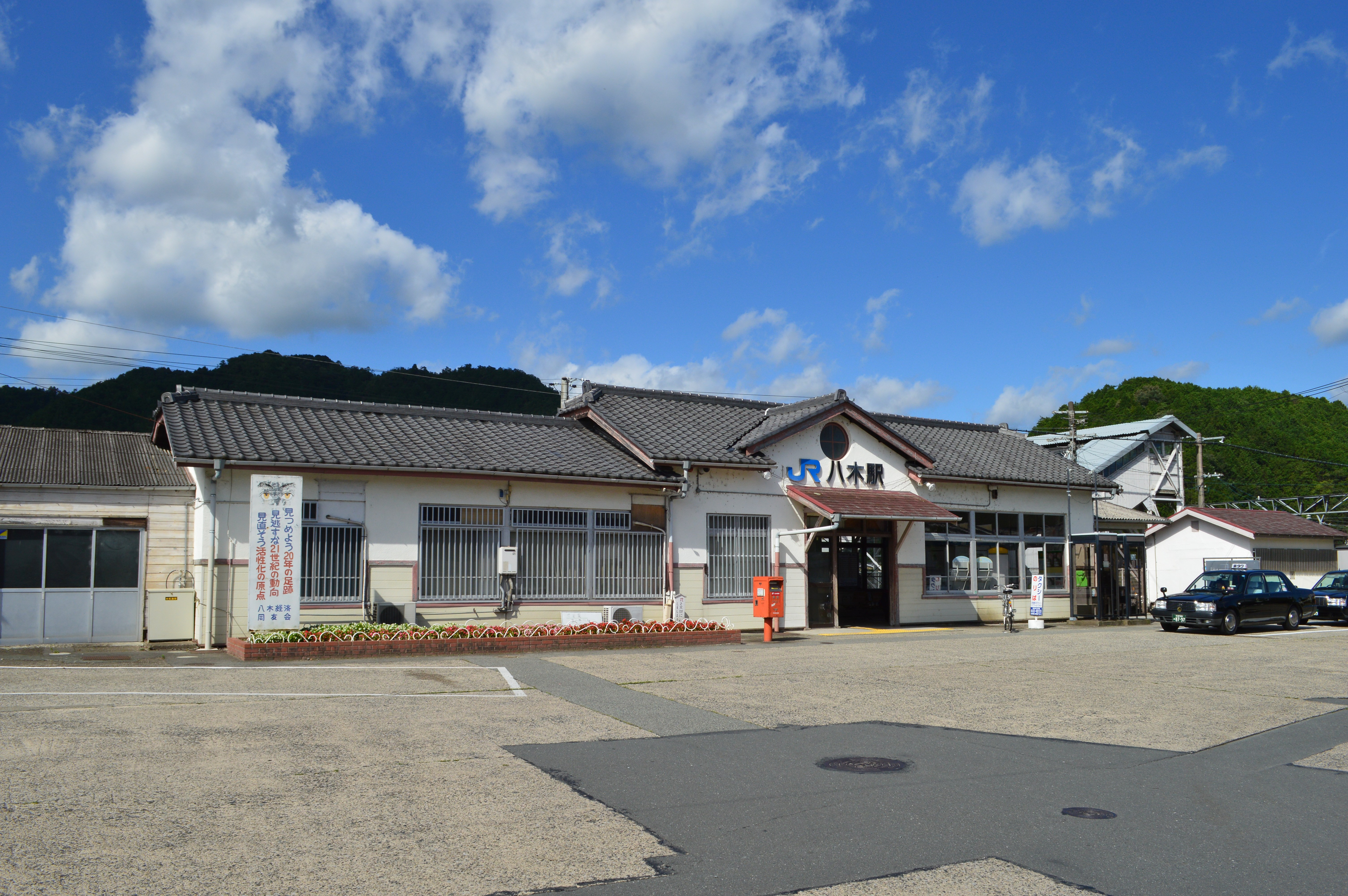
旧駅舎（2015年）

- 1899年（明治32年）8月15日：京都鉄道の嵯峨駅（現・嵯峨嵐山駅） - 園部駅間延伸により開業[2]。旅客・貨物の取り扱いを開始[2]。
- 1907年（明治40年）8月1日：京都鉄道が国有化される[2]。
- 1909年（明治42年）10月12日：線路名称制定。京都線の所属となる。
- 1912年（明治45年）3月1日：線路名称改定。京都線が山陰本線に編入され、当駅もその所属となる。
- 1971年（昭和46年）11月1日：貨物の取り扱いを廃止[2]。
- 1984年（昭和59年）2月1日：荷物扱い廃止[2]。
- 1987年（昭和62年）4月1日：国鉄分割民営化により、西日本旅客鉄道（JR西日本）の駅となる[2]。
- 1988年（昭和63年）3月13日：路線愛称の制定により、「嵯峨野線」の愛称を使用開始。
- 1992年（平成4年）11月1日：みどりの窓口営業開始。
- 1998年（平成10年）12月9日：自動改札機を設置し、供用開始[3]。
- 2003年（平成15年）11月1日：ICカード「ICOCA」の利用が可能となる。簡易型自動改札機で対応。
- 2009年（平成21年）
  - 3月14日：当駅から園部駅まで複線化。
  - 9月6日：当駅から並河駅まで複線化。交換設備廃止。
- 2018年（平成30年）3月17日：駅ナンバリングが導入され、使用を開始。
- 2021年（令和3年）4月10日：橋上駅舎の供用開始[4][5]。
- 2024年（令和6年）
  - 10月31日：出札窓口の営業を終了[6]。
  - 11月1日：終日無人化[6]。

## 駅構造
相対式ホーム2面2線を持つ橋上駅である。分岐器や絶対信号機を持たないため、停留所に分類される。
亀岡駅が管理する無人駅である。ICOCAの利用が可能である（相互利用可能ICカードはICOCAの項を参照）。

### のりば
| のりば | 路線     | 方向 | 行先             |
| ------ | -------- | ---- | ---------------- |
| 1      | 嵯峨野線 | 上り | 亀岡・京都方面   |
| 2      | 嵯峨野線 | 下り | 園部・福知山方面 |

- 上表の路線名は旅客案内上の名称（愛称）で表記している。
- 以前は上下線のホームの間に中線があり、これを2番線として扱っていたため、現在の2番のりばが「3番のりば」を名乗っていた。中線はその後、園部駅までの複線化完成に伴って分岐部が撤去され、使用不可となった。その後、残る中線もすべて撤去された。これを受けて2009年（平成21年）11月1日（亀岡駅 - 並河駅間の複線化当日）より「3番のりば」は「2番のりば」に改称された。
- 単線だった頃も一線スルー化がなされていなかったため、前後の駅とは異なり、当初から発着番線は方向別で分けられていた。

## 利用状況
2023年度の1日当たりの利用者数は2,606人。1日の平均乗車人員は以下の通りである。
| 年度   | 1日平均 乗車人員 |
| ------ | ---------------- |
| 1999年 | 1,836            |
| 2000年 | 1,792            |
| 2001年 | 1,759            |
| 2002年 | 1,715            |
| 2003年 | 1,688            |
| 2004年 | 1,660            |
| 2005年 | 1,712            |
| 2006年 | 1,663            |
| 2007年 | 1,635            |
| 2008年 | 1,630            |
| 2009年 | 1,584            |
| 2010年 | 1,545            |
| 2011年 | 1,571            |
| 2012年 | 1,553            |
| 2013年 | 1,597            |
| 2014年 | 1,542            |
| 2015年 | 1,557            |
| 2016年 | 1,534            |
| 2017年 | 1,523            |
| 2018年 | 1,507            |
| 2019年 | 1,440            |
| 2020年 | 1,161            |
| 2021年 | 1,192            |
| 2022年 | 1,255            |

## 駅周辺
- 南丹市役所八木支所（旧：八木町役場）
- 南丹市立図書館 八木図書室
- 国道9号
- 国道477号
- 京都中部総合医療センター
- 八木郵便局
- 京都信用金庫八木支店
- 京都銀行八木支店
- 南丹市立八木西小学校
- 南丹市立八木中学校
- 京都府立丹波支援学校

### バス路線
- 京阪京都交通
  - 「JR八木駅」バス停
    - 41・41B系統：神吉口 行
    - 43・43B系統：神吉口・原 行

  - 「国道八木」バス停（国道9号沿い）
    - 3系統：JR園部駅西口／JR亀岡駅南口 行

## 隣の駅
西日本旅客鉄道（JR西日本）
 嵯峨野線（山陰本線）
■快速・■普通
千代川駅 (JR-E13) - 八木駅 (JR-E14) - 吉富駅 (JR-E15)